# Marketing Resource Management
Marketing Resource Management (MRM), oft auch Marketing Operations Management (MOM) oder (weniger verbreitet) Enterprise Marketing Management (EMM) genannt, bezeichnet einen ganzheitlichen Ansatz zur Automatisierung des gesamten Marketingprozesses und der finalen Digitalisierung End-to-End im Marketingbereich. Das System zielt darauf ab, die zentralen Marketingressourcen Budget, Personal, Content (Inhalte) und Marke im Sinne der Marketingstrategie zeit- und bedarfsgerecht integriert zu planen, zu steuern und zu optimieren. Damit sollen ein effektiver und effizienter Marketingprozess und eine kontinuierliche Optimierung der unternehmerischen Marketingaktivitäten und -abläufe sicherstellt werden.

## Ziele des MRM
Zu den vorrangigen Zielen, die mithilfe von MRM erreicht werden sollen, zählen:
- agile Marketingplanung und -steuerung (Komplexitätsreduktion und Flexibilität) für eine maximale Kundenorientierung (Customer Centricity)
- einfache und effiziente Skalierung des Marketings
- hohe Marketingqualität und -produktivität
- hohe Marketingeffizienz und niedrige Kapitalbindung
- hoher Marketing-ROI
- digitale Anschluss in digitale Media- und Kampagnensysteme in der Werbung

MRM erfolgt möglichst hoch-automatisiert mit Hilfe entsprechender Software-Lösungen (MRM-Systeme). Dies führt häufig dazu, dass diese Form der Automatisierung von Marketingprozessen fälschlicherweise mit dem anglo-amerikanischen Begriff Marketing Automation gleichgesetzt wird, bei der die Anreicherung von Nutzerprofilen, basierend auf dem Nutzerverhalten, im Vordergrund steht, um automatisierte Kampagnenprozesse für individuelle Kommunikation einzurichten (insbesondere Lead Nurturing). MRM ist davon klar abzugrenzen.

## Entstehung, Markteinordnung und Relevanz von MRM
Seinen Ursprung hat MRM in der digitalen Transformation. Der Systemansatz lässt sich als Instrument verstehen, zentrale Folgeerscheinungen der Digitalisierung wie zunehmende Fragmentierung, hochgradige Personalisierung, steigende Komplexität und die Notwendigkeit der Beschleunigung von Unternehmensprozessen bis hin zu Echtzeitanwendungen für Marketingorganisationen beherrschbar zu machen. Das Erfordernis für den Einsatz von MRM ergibt sich aus dem Umstand, dass Marketingabteilungen großer Unternehmen heute im Vergleich zu vor 15 Jahren mit der 12-fachen Anzahl an Agenturen zusammenarbeiten, das Sechsfache an Projekten betreuen, in 15 Prozent der Zeit – bei gleichzeitig stagnierenden oder häufig schrumpfenden Marketingbudgets (Quelle: GISTICS Executive Insights Inc.). Als Schaltzentrale für die Steuerung und Kontrolle aller operativen Marketingprozesse stellt MRM darüber hinaus die unternehmensorganisatorische und betriebswirtschaftliche Schnittstelle zur unmittelbaren Integration von Finanz- und Controlling- sowie Vertriebsprozessen dar.
Eine klare Vorreiterrolle beim Einsatz von MRM kommt dem US-amerikanischen Markt zu. Das erklärt sich vor allem aus der dort vorherrschenden Tendenz zur unternehmens-internen Ansiedlung von Marketingtechnologie und -lösungen (Insourcing), wohingegen in europäischen Märkten, wie z. B. in Deutschland entsprechende Systeme häufig bei (Spezial-)Agenturen ausgelagert sind (Outsourcing). Dieser unterschiedliche Adaptionsgrad wirkt sich wesentlich auf die generelle Durchsetzungsgeschwindigkeit von MRM aus.
Trotz der Differenziertheit der Märkte hat MRM in jüngster Zeit weltweit an Bedeutung gewonnen, wie Technologie-Analysen von Forschungs- und Beratungsunternehmen zeigen. Gartner bescheinigt dem MRM zunehmenden Einfluss im Unternehmen, bedingt durch die globale Expansion von Unternehmen und die dadurch steigende Anzahl der Anwender in verschiedenen Regionen sowie durch einen Kapazitätsausbau in allen fünf MRM-Kompetenzbereichen (s. Funktionsbereiche eines MRM-Systems). Laut Gartner fasst MRM stärker Fuß im mittleren Marktsegment, insbesondere dank Software as a Service (SaaS) und weiteren gehosteten Bereitstellungsoptionen. (Quelle: Gartner, Magic Quadrant Report für Marketing Resource Management 2016). Forrester sieht MRM nach anfänglichen Marktakzeptanzproblemen auf klarem Wachstumskurs: „Der MRM-Markt wächst, weil immer mehr B2C-Marketingverantwortliche MRM als eine Möglichkeit sehen, organisatorische und operative Herausforderungen anzugehen. Moderne Marketingmaßnahmen beflügeln eine MRM-Renaissance“ (Quelle: Forrester Wave Marketing Resource Management Q3 2018).

## MRM-Systeme
Marketing Resource Management Systeme (MRM-Systeme) sind Unternehmenssoftware-Lösungen, die zur Unterstützung der Marketingplanung und -steuerung eingesetzt werden. Sie werden häufig in spezifische Teilsysteme (Anwendungsmodule) aufgeteilt, die je nach Unternehmensbedarf miteinander kombiniert werden können, und verfolgen im Idealfall eine ganzheitliche Planung, Steuerung und Kontrolle von Marketingbudgets, -kampagnen und -aktivitäten. Vollumfassende MRM-Systeme ermöglichen ein agiles so genanntes 360-Grad-Marketing von der strategischen Budget- und Kampagnenplanung über die Erstellung der jeweiligen Contents und Assets sowie den regionalen Rollout bis zur laufenden Kontrolle und Optimierung von Maßnahmen. Dabei sollen Marketingabteilungen jederzeit in der Lage sein, auf äußere Einflüsse und relevante Veränderungen während der Entwicklung und Durchführung von Marketingaktivitäten reagieren zu können. Aber auch eine effiziente Zusammenarbeit aller am Marketingprozess Beteiligten sowie der Echtzeit-Blick auf Marketingprojekte und deren Budgets ist von zentraler Bedeutung. Ganzheitliche MRM-Lösungen unterstützen die konsequente Ausrichtung des Tagesgeschäfts an der Gesamtmarketingstrategie und verhindern so die Verschwendung von Ressourcen für manuelle und administrative Tätigkeiten.
MRM-Systeme werden im Wesentlichen nach der Form ihrer Nutzung im Unternehmen unterschieden (Quelle: Forrester Wave: Marketing Resource Management, Q3, 2018):
- Unternehmens-MRM-Lösungen, die auf Basis einer einheitlichen, modularen Plattform eine integrierte Planung und Steuerung sämtlicher Marketing-Ressourcen funktions- und abteilungsübergreifend ermöglichen
- Eingebettete MRM-Tools als Bestandteil anderer bzw. größerer Unternehmenssoftware- oder Marketingtechnologielösungen wie ERP-, CRM- oder CCM-Systeme
- Spezialisierte MRM-Tools, die sich den Bedürfnissen des jeweiligen Unternehmens anpassen und sich entsprechend übergreifend integrieren
- Rein anwendungsbezogene MRM-Tools ohne funktions- und/oder abteilungsübergreifende Ressourcenplanung und -steuerung (z. B. Contenterstellungs-Tools)

Unabhängig von der Nutzungsform werden MRM-Systeme in der Regel als Software as a Service (SaaS) in der Cloud angeboten. Hierbei wird beispielsweise die System-Oberfläche in einem Browserfenster dargestellt. Dies bietet unter anderem die Möglichkeit, Konzernstrukturen abzubilden, Tochterunternehmen direkt anzubinden oder auch unternehmensexterne Zugriffe auf das eigene System zu realisieren (Mandantenfähigkeit), ohne eine grafische Benutzeroberfläche installieren zu müssen. Dadurch können etwa Marketingdienstleister wie Werbeagenturen direkt in die Geschäftsprozesse einbezogen werden, um z. B. Bestellungen aufzugeben, Lieferungen zu terminieren, den Stand der Maßnahmenausführung im Abgleich zum Budget zu prüfen etc. Diese Möglichkeiten bedeuten einen wesentlichen Zeit- und damit Kostenvorteil.

## Funktionsbereiche eines MRM-Systems
MRM-Systeme sollten weitgehend alle Marketingprozesse abbilden. Eine durchgehende Integration und eine Abkehr von Insellösungen führen zu einem ganzheitlichen MRM-System, in dem Marketingressourcen unternehmensweit verwaltet werden können (s. auch Unternehmens-MRM-Lösungen). MRM-Systeme verbessern zudem den Kommunikationsfluss im Unternehmen und können durch das integrierte Workflowmanagement (für Review- und Freigabeprozesse) im Sinne von E-Collaboration die Zusammenarbeit im Unternehmen effizienter gestalten.
Im Sinne einer agilen, ganzheitlichen Marketingplanung und -steuerung zählen zu den typischen Kernfunktionsbereichen des MRM die Bereiche
- Budget-Planung und Budget-Management,
- Kampagnenplanung und -durchführung,
- Content-Erstellung und -distribution,
- Brand Management und Lokalisierung sowie
- Performancemessung und -optimierung

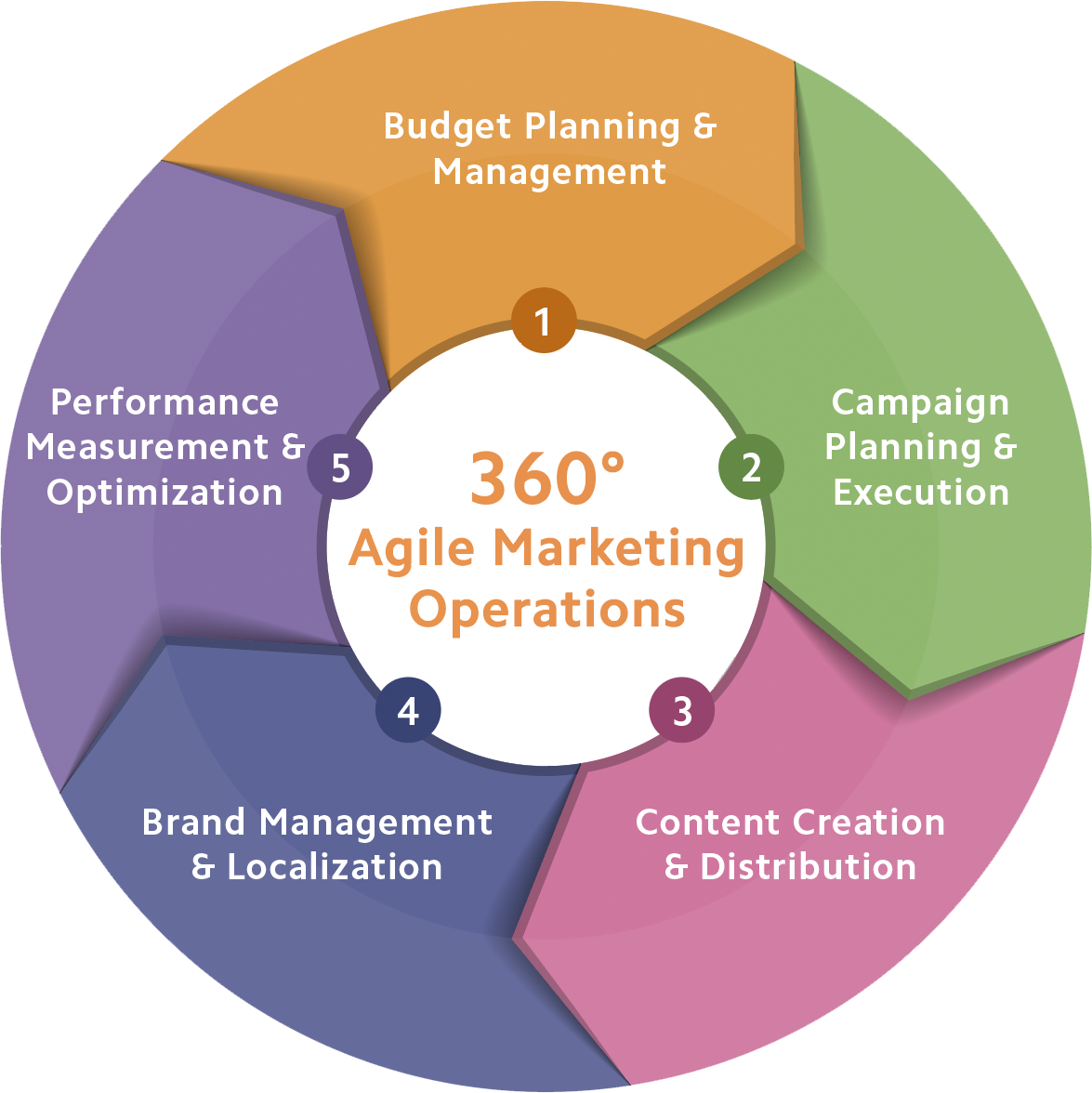

Die Größe des Unternehmens und Marketingabteilung sowie der Grad der Internationalisierung bestimmen oft die Anforderungen an die oben aufgeführten Funktionsbereiche sowie das zur Verfügung stehende Investitionsvolumen für Hardware, Lizenzen und Implementierung. Kleine und mittlere Unternehmen (KMUS) benötigen bspw. oft keine integrierten Unternehmens-MRM-Lösungen.

## Einführung einer MRM-Lösung
Die Einführung von MRM-Systemen lässt sich vergleichbar der Einführung von ERP-Systemen in die Evaluations- und die Umsetzungsphase einteilen. Alternativ zum klassischen „Wasserfallmodell“ können Unternehmen in der Umsetzungsphase Methoden der agilen Softwareentwicklung mit iterativen Vorgehensweisen wie bswp. Scrum nutzen. Im deutschen bzw. europäischen Wirtschaftsraum erfolgt die Einführung von MRM-Lösungen meist bottom – up. Hier dient vor allem das Digital Asset Management (DAM) als Einstiegsbereich zur Implementierung von MRM-Tools und Systemen. Im anglo-amerikanischen Wirtschaftsraum, in dem das Marketing häufig deutlich zentralistischer organisiert ist und geführt wird, erfolgt die Integration von MRM-Systemen meist top – down und häufig in Form von Unternehmens-MRM-Lösungen (s. auch Entstehung, Markteinordnung und Relevanz von MRM).

## Customizing
MRM-Systeme basieren in der Regel auf Best Practices der Branche und sind auf einen „Plug & Play“-Einsatz ausgelegt. Sie lassen sich weitestgehend mit allen etablierten Marketingtools verbinden und in entsprechende ERP-Lösungen integrieren. Besteht der Bedarf, MRM-Systeme an spezifische Bedürfnisse anzupassen, haben MRM-Anwender verschiedene Möglichkeiten. Technische Lösungen umfassen im Wesentlichen das Umschreiben eines Teils der gelieferten Software, das Schreiben eines selbst entwickelten Moduls für das zum Einsatz kommende MRM-System oder die Anbindung weiterer, externe Lösungen über entsprechende Schnittstellen. Alternativ gibt es nicht-technische Optionen wie das Ändern von Geschäftsprozessen oder Richtlinien, um den bereitgestellten MRM-Funktionsumfang besser nutzen zu können.
Vorteile des MRM Customizing:
- Verbessert die Benutzerakzeptanz
- Bietet das Potenzial, Wettbewerbsvorteile gegenüber Unternehmen zu erzielen, die nur Standardfunktionen verwenden

Nachteile des MRM Customizing:
- Mehr Zeit und Ressourcen für Implementierung und Wartung nötig
- Verhindert unter Umständen eine nahtlose Schnittstelle zwischen Lieferanten und Kunden aufgrund der Unterschiede zwischen den Systemen.
- Beschränkung der künftigen Upgrade-Fähigkeit der MRM-Lösung
- Schafft eine übermäßige Abhängigkeit vom Customizing und negiert die Prinzipien des MRM als standardisierende Softwareplattform
- Bedroht die Zuverlässigkeit des Systems

## Kommerzielle MRM-Software
Derzeit gibt es Untersuchungen zufolge über 7.000 Softwarelösungen für den Bereich Marketing (Quelle: Marketing Technology Landscape 2019, Marketing Technology Media, LLC). Zu den größten und technologisch führenden Anbietern im Bereich Unternehmens-MRM-Lösungen zählen:
- Aprimo
- BrandMaker
- IBM
- Percolate
- SAP
- SAS
- Stylelabs (Sitecore content Hub)
- Workfront

(Quelle: Forrester Wave: Marketing Resource Management, Q3, 2018)

## Freie und Open-Source-MRM-Software
Während es im kommerziellen Bereich bereits zahlreiche Anbieter von Unternehmens-MRM-Systemen gibt, beschränkt sich das Software-Angebot im freien bzw. Open-Source-Bereich derzeit auf einzelne Komponenten bzw. Teillösungen, wie das Digital Asset Management (DAM) oder das Product Information Management (PIM).
Anbieter sind u. a.:
- ResourceSpace (DAM)
- Wrike (DAM)
- Marmind (MRM)
- Daminion (DAM)
- Pimcore (DAM und PIM)
- SyncForce (PIM)
- Akeneo (PIM)
- TreoPIM (PIM)

## Strategische Beurteilung
Im Kontext der Strategischen Planung eines Unternehmens muss eine Bewertung stattfinden, ob die Einführung einer MRM-Lösung einen Wettbewerbsvorteil für das Unternehmen generiert. Derzeit gilt gerade für Großunternehmen, dass MRM einen Wettbewerbsvorteil darstellt, da sich nur über die weitgehende Automatisierung des Marketingprozesses die durch die Digitalisierung erforderliche effektive und effiziente Marketingskalierung bewerkstelligen lässt: „Modern marketing operations spur an MRM renaissance.“ (Quelle: Forrester Wave: Marketing Resource Management, Q3, 2018).

## Entwicklungstrends
Zu den von Markt am häufigsten abgefragten Leistungsinformationen und sich daraus ergebenden Entwicklungstrends im Bereich MRM zählen im Jahr 2019:
- Agile Workflows: Hier geht es vor allem um Prozesse, die flexibel sind, wo es erlaubt ist, und konform, wo notwendig. Ziel ist es, plangemäß auf Veränderungen zu reagieren sowie mit kleinen, schnellen Schritten auf Lösungen hinzuarbeiten und dabei Fehlerquoten kleinzuhalten. So sollen gerade fehleranfällige und dokumentations-notwendige Workflows wie z. B. Review- und Freigabeprozesse automatisiert erfolgen. Zugleich gilt es, effektivere und effizientere Prozesse über Silos, Hierarchien und Unternehmensgrenzen hinweg zu ermöglichen (Einbindung externer Beteiligter), um besser zusammenzuarbeiten und die ständig steigenden Anforderungen an das Marketingteam erfüllen zu können.
- Closed-loop Optimierung: Ein effizientes Marketing ist nur auf der Grundlage einer 360-Grad-Sichtweise möglich. Das heißt, Planung, Budget, Marketinginhalte, die Zielgruppenansprache mit diesen sowie der ROI sämtlicher Marketingaktivitäten müssen stringent miteinander verknüpft sein, um jede einzelne Marketingmaßnahme jederzeit transparent gemäß ihrem Erfolgsbeitrag bewerten und steuern zu können. Hochwertige MRM-Lösungen ermöglichen in einem geschlossenen Kreislauf aus kontinuierlichen Datenerfassungen, Analysen und Anwendungen der Analyseergebnisse eine permanente Steuerung und Optimierung des gesamten Marketings im Hinblick auf einen optimalen Budgeteinsatz.
- KI-basierte Inhalte und Prozesse: Künstliche Intelligenz und Machine Learning werden die Marketingprozessautomatisierung nachhaltig weiterentwickeln, vor allem auch qualitativ. Von der KI vorgeschlagene Metadaten, intelligente Suchleisten, KI-basierte Bilderkennung und -verarbeitung und KI-basierte Budgetallokationen etc. sind nur einige Bereiche, die sich bereits jetzt abzeichnen, um die wachsende multidimensionale Komplexität im Griff zu behalten.
- Zusammenwachsen von Mar-Tech und Adtech über Low-Code- und No-Code-Plattformintegrationen: Für die Automatisierung von Aufgaben und Prozessen im Marketing müssen vielfach unterschiedliche Tools und Systeme genutzt und miteinander verbunden werden. In der Praxis bedeutet das für Unternehmen häufig, darauf warten zu müssen, bis Entwickler von Drittanwendungen die benötigten SaaS-Integrationen anbieten oder die Software selbst zu programmieren. Moderne MRM-System verfügen hierzu über Online-Tools, über die Web-Applikationen wie z. B. E-Mail-Versand-Tools, einfach und schnell mit einer Vielzahl anderer Softwarekomponenten für das Unternehmensmanagement integriert werden können. Das Endergebnis ist eine vernetzte MRM-Softwareplattform, die die Datengenauigkeit erhöht, den Verwaltungsaufwand reduziert und die Produktivität steigert. (Quelle: Forrester Wave: Marketing Resource Management, Q3, 2018)

## Weitere passende Themen
- Marketing Operations Management
- Marketing Performance
- Marketingeffizienz
- Campaign Planning / Management
- Marketing Budget Planning
- Content Marketing
- Markenführung
- Workflowmanagement